# Isopeda villosa
Isopeda villosa là một loài nhện trong họ Sparassidae.
Loài này thuộc chi Isopeda. Isopeda villosa được Ludwig Carl Christian Koch miêu tả năm 1875.

## Hình ảnh

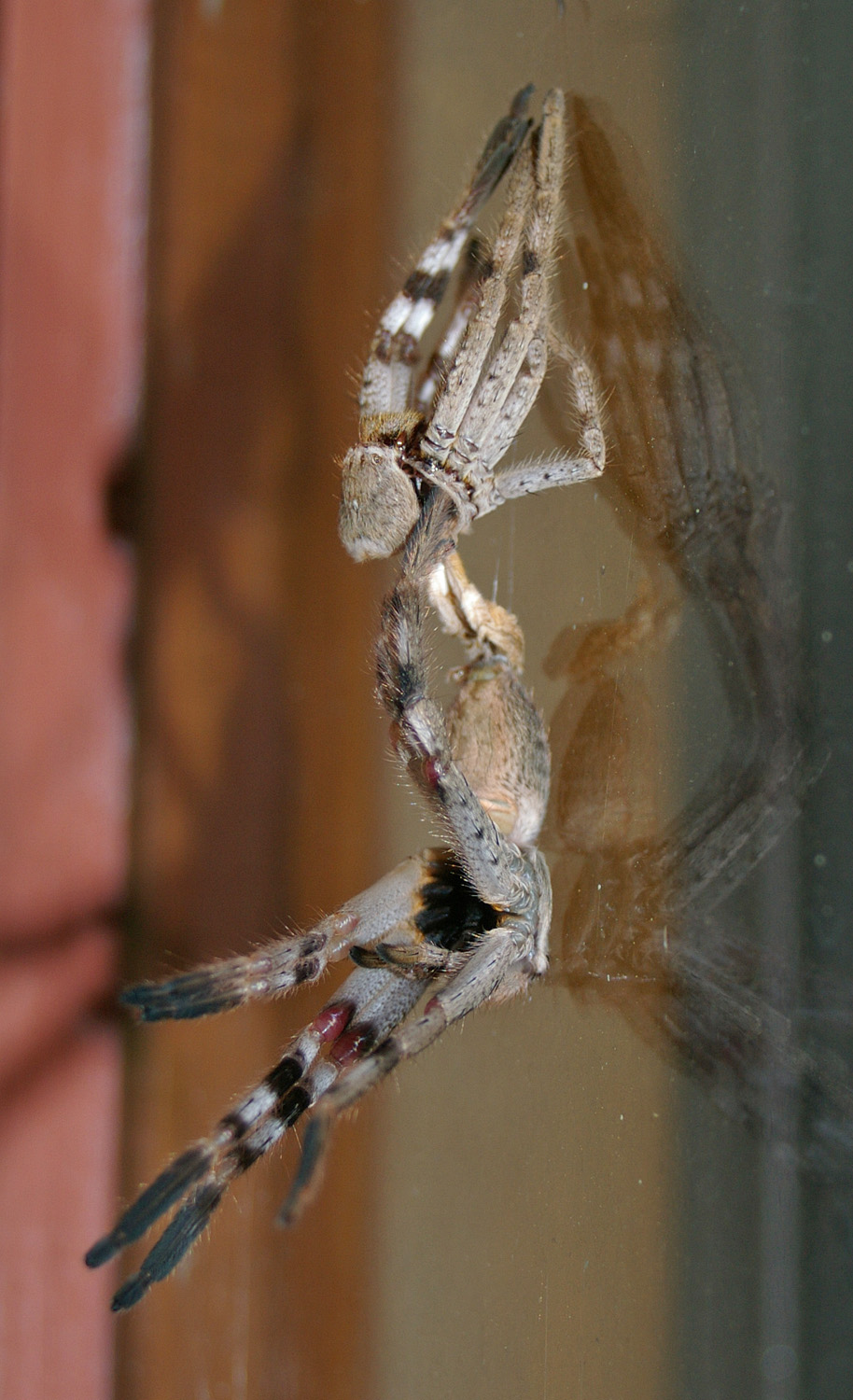
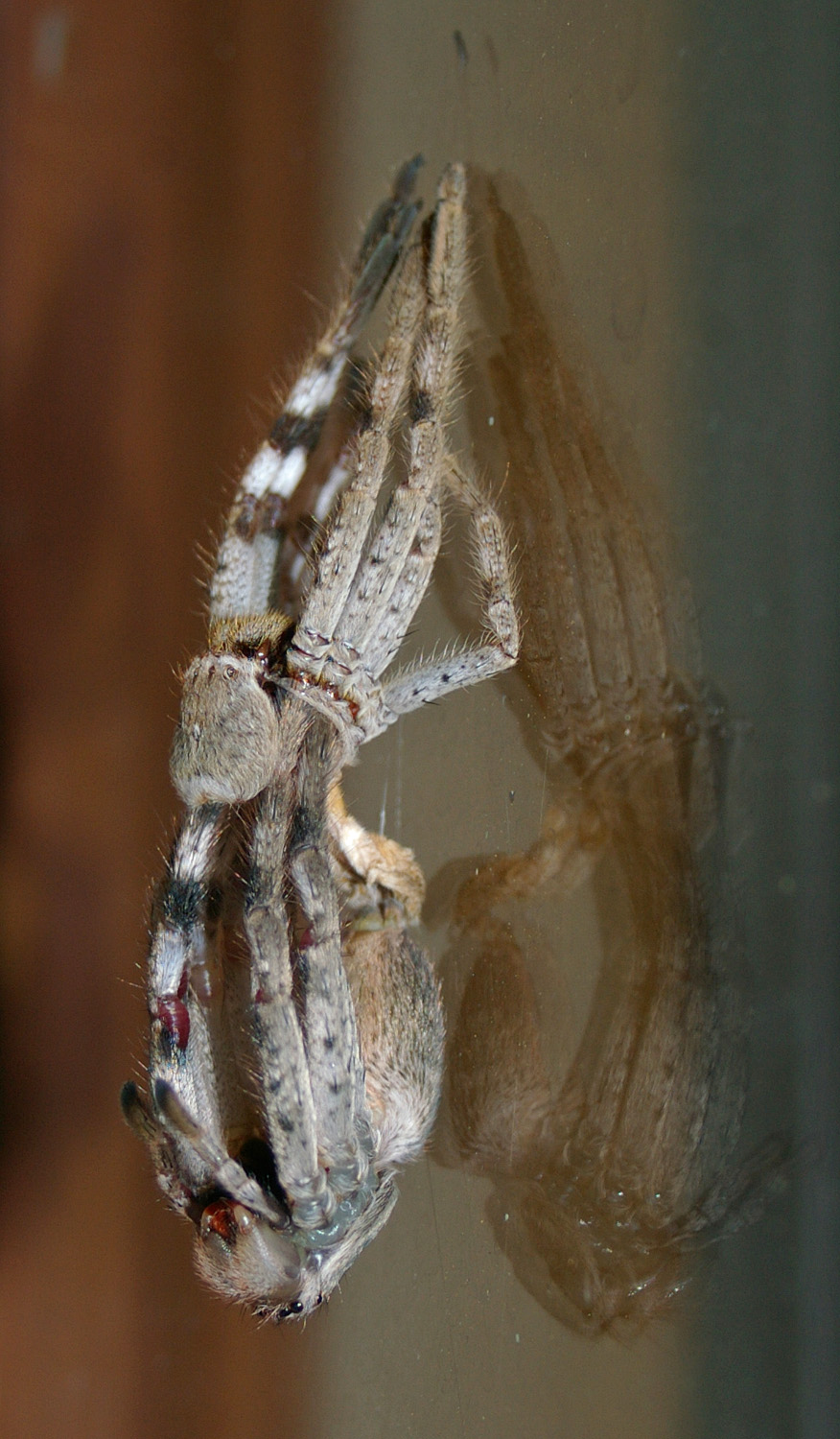
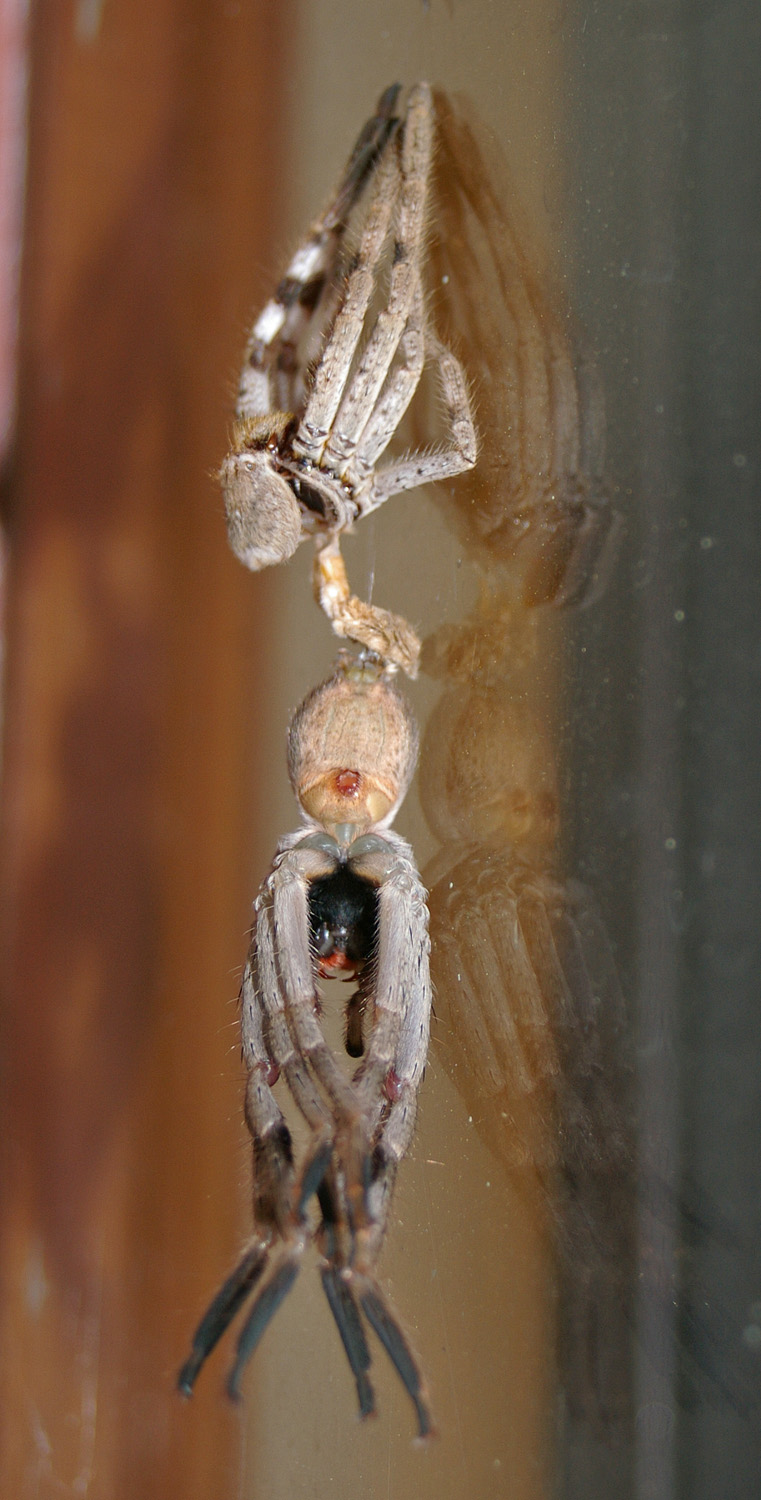
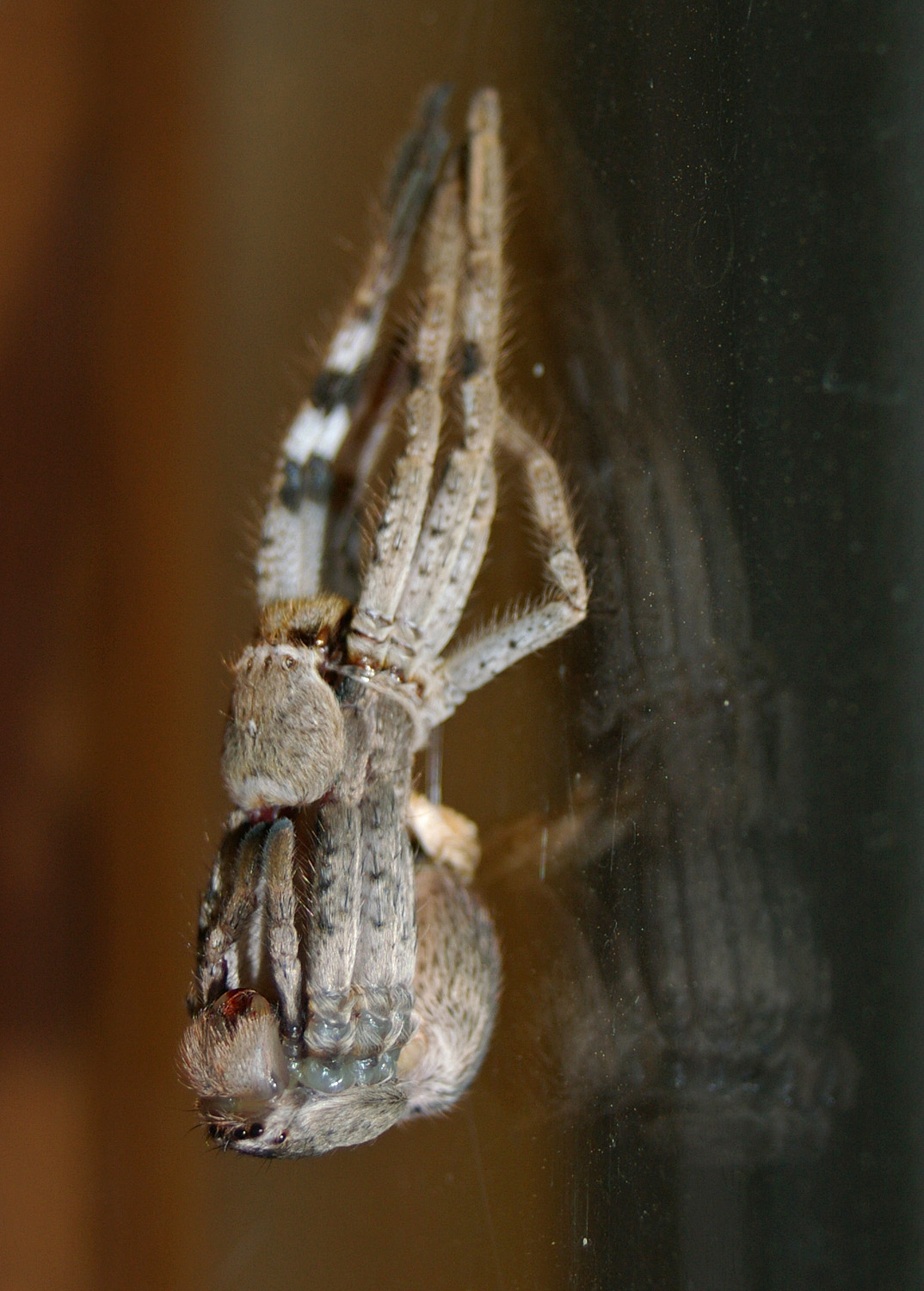